# Prix du Muguet
Groupe II
Le Prix du Muguet est une course de groupe 2 se déroulant annuellement sur l'hippodrome de Saint-Cloud le premier mai. La course était jusqu'en 2021 disputée le même jour que la fête du travail,.

## Histoire
La course est nommée d'après le symbole de la fête du travail, le muguet. Depuis 1967, la version actuelle a lieu sur une distance de 1600 mètres. Réservée aux chevaux de quatre ans et plus, elle est classifiée groupe 2 depuis 1995.

## Palmarès
| Année | Vainqueur         | S/A  | Pays        | Père              | Jockey                | Entraîneur           | Propriétaire           | Temps    |
| ----- | ----------------- | ---- | ----------- | ----------------- | --------------------- | -------------------- | ---------------------- | -------- |
| 2025  | Tribalist         | M.6  | France      | Farhh             | Mickaël Barzalona     | André Fabre          | Godolphin              | 1'38''19 |
| 2024  | Tribalist         | M.5  | France      | Farhh             | Mickaël Barzalona     | André Fabre          | Godolphin              | 1'39''10 |
| 2023  | Tribalist         | M.4  | France      | Farhh             | Mickaël Barzalona     | André Fabre          | Godolphin              | 1'41''85 |
| 2022  | Sibila Spain      | F.4  | France      | Frankel           | Aurélien Lemaitre     | Christopher Head     | Yeguada Centurion      | 1'41''84 |
| 2021  | Duhail            | H. 5 | France      | Lope de Vega      | Vincent Cheminaud     | André Fabre          | Al Shaqab Racing       | 1'36"75  |
| 2020  | Persian King      | M.4  | France      | Kingman           | Pierre-Charles Boudot | André Fabre          | Godolphin / Ballymore  | 1'39"09  |
| 2019  | Plumatic          | M.5  | France      | Dubawi            | Vincent Cheminaud     | André Fabre          | Wertheimer et frère    | 1'37"97  |
| 2018  | Recoletos         | M.4  | France      | Whipper           | Olivier Peslier       | Carlos Laffon-Parias | Sarl Darpat France     | 1'42"49  |
| 2017  | Jimmy Two Times   | M.4  | France      | Kendargent        | Vincent Cheminaud     | André Fabre          | Godolphin              | 1'41"01  |
| 2016  | Vadamos           | M.5  | France      | Monsun            | Pierre-Charles Boudot | André Fabre          | Haras De Saint Pair    | 1'36"93  |
| 2015  | Bawina            | F.4  | France      | Dubawi            | Maxime Guyon          | Carlos Laffon-Parias | Wertheimer et frère    | 1'40"86  |
| 2014  | Sommerabend       | M.7  | Allemagne   | Shamardal         | Gérald Mossé          | Mirek Rulec          | Stall Am Alten         | 1'42"67  |
| 2013  | Don Bosco         | M.6  | France      | Barathea          | Gregory Benoist       | David Smaga          | Omar Sharif            | 1'39"00  |
| 2012  | Zinabaa           | H.7  | France      | Anabaa Blue       | Yannick Letondeur     | Michel Macé          | Ecurie Victoria Dreams | 1'39"80  |
| 2011  | Rajsaman          | M.4  | France      | Linamix           | Thierry Jarnet        | Freddy Head          | Saeed Al Romaithi      | 1'38"30  |
| 2010  | Byword            | M.4  | France      | Peintre Célèbre   | Maxime Guyon          | André Fabre          | Khalid Abdullah        | 1'39"50  |
| 2009  | Vertigineux       | M.5  | France      | Nombre Premier    | Philippe Sogorb       | Carole Dufrèche      | C. & P. Dufrèche       | 1'37"90  |
| 2008  | Gris de Gris      | M.4  | France      | Slickly           | Thierry Thulliez      | Jean-Marc Capitte    | Jean-Claude Seroul     | 1'40"60  |
| 2007  | Racinger          | M.4  | France      | Spectrum          | Frankie Dettori       | Freddy Head          | Pierre Goral           | 1'39"10  |
| 2006  | Krataios          | M.6  | France      | Sabrehill         | Miguel Blancpain      | Carlos Laffon-Parias | Leonidas Marinopoulos  | 1'41"50  |
| 2005  | Martillo          | M.5  | Allemagne   | Anabaa            | Stéphane Pasquier     | Ralf Suerland        | Gestüt Höny-Hof        | 1'37"50  |
| 2004  | Martillo          | M.4  | Allemagne   | Anabaa            | William Mongil        | Ralf Suerland        | Gestüt Höny-Hof        | 1'36"40  |
| 2003  | Dandoun           | M.5  | Royaume-Uni | Halling           | Olivier Peslier       | John Dunlop          | Prince A. A. Faisal    | 1'42"70  |
| 2002  | Keltos            | M.4  | France      | Kendor            | Olivier Peslier       | Carlos Laffon-Parias | Tanaka / Marinopoulos  | 1'39"90  |
| 2001  | Proudwings        | F.5  | Allemagne   | Dashing Blade     | Yutaka Take           | Ralf Suerland        | Hyperion Breeding      | 1'48"20  |
| 2000  | Dansili           | M.4  | France      | Danehill          | Christophe Soumillon  | André Fabre          | Khalid Abdullah        | 1'47"00  |
| 1999  | Gold Away         | M.4  | France      | Goldneyev         | Gérald Mossé          | Criquette Head       | Wertheimer et frère    | 1'49"60  |
| 1998  | Marathon          | M.4  | France      | Diesis            | Olivier Doleuze       | Criquette Head       | Alec Head              | 1'45"10  |
| 1997  | Spinning World    | M.4  | France      | Nureyev           | Cash Asmussen         | Jonathan Pease       | Stavros Niarchos       | 1'43"80  |
| 1996  | Vetheuil          | M.4  | France      | Riverman          | Olivier Peslier       | André Fabre          | Daniel Wildenstein     | 1'40"40  |
| 1995  | Green Tune        | M.4  | France      | Green Dancer      | Olivier Doleuze       | Criquette Head       | Wertheimer et frère    | 1'48"10  |
| 1994  | Zabar             | H.6  | France      | Dancing Brave     | Olivier Peslier       | Jonathan Pease       | Gerald Leigh           | 1'42"10  |
| 1993  | Hatoof            | F.4  | France      | Irish River       | Walter Swinburn       | Criquette Head       | Maktoum Al Maktoum     | 1'43"60  |
| 1992  | Exit to Nowhere   | M.4  | France      | Irish River       | Freddy Head           | François Boutin      | Stavros Niarchos       | 1'45"80  |
| 1991  | Colour Chart      | F.4  | France      | Mr. Prospector    | Steve Cauthen         | André Fabre          | Cheikh Mohammed        | 1'45"30  |
| 1990  | Val des Bois      | M.4  | France      | Bellypha          | Guy Guignard          | Criquette Head       | Jacques Wertheimer     | 1'39"50  |
| 1989  | Gabina            | F.4  | France      | Caro              | Éric Legrix           | J. C. Cunnington     | Countess Batthyany     | 1'44"30  |
| 1988  | Pitchounet        | M.4  | France      | Tip Moss          | Dominique Lawniczak   | Albert Hosselet      | Noël Pelat             |          |
| 1987  | Art Francais      | M.4  | France      | Lyphard's Wish    | Tony Cruz             | Patrick Biancone     | Daniel Wildenstein     |          |
| 1986  | Apeldoorn         | M.4  | France      | R.B. Chesne       | Maurice Philipperon   | Philippe Barbe       | Philippe Barbe         |          |
| 1985  | Pink              | M.4  | France      | Northern Dancer   | Freddy Head           | Criquette Head       | Jacques Wertheimer     |          |
| 1984  | Redmead           | M.4  | France      | Hoist The Flag    | Cash Asmussen         | François Boutin      | Stavros Niarchos       |          |
| 1983  | Prospero          | M.6  | France      | Faraway Son       | Claude Ramonet        | C. Hervé             | Madame Sylvain Aknin   |          |
| 1982  | Schwepperusschian | M.5  | France      | Take A Reef       | Serge Gorli           | Pierre Biancone      | Georges Laporte        |          |
| 1981  | Northjet          | M.4  | France      | Northfields       | Freddy Head           | Olivier Douieb       | Serge Fradkoff         |          |
| 1980  | American Prince   | M.4  | France      | Prince Tenderfoot | Christy Roche         | Stuart Murless       | Burt Bacharach         |          |
| 1979  | Tarek             | M.4  | France      | Riverman          | Henri Samani          | Mitri Saliba         | Mahmoud Fustok         |          |